# Alfred Gerth
Alfred Gerth (* 29. Mai 1921 in Graz; † 12. September 2017 ebenda) war ein österreichischer Fußballspieler, langjähriger Mitarbeiter und Angestelltenbetriebsrat bei Steyr Daimler Puch, sowie Kammerrat bei der AK Steiermark und Vorstandsmitglied der Steiermärkischen Gebietskrankenkasse.

## Karriere
Alfred Gerth wurde am 29. Mai 1921 als Sohn des 1899 geborenen Franz Gerth in Graz geboren. Bereits sein Vater war in den 1920er Jahren ein Spieler des SK Sturm Graz, wobei der Rechtsaußen im Angriff mit Spielern wie Sinkovic, Oroszy, Dellinger oder Waldhauser als Publikumsliebling galt. Die Mannschaft um seinen Vater sorgte dabei auch in der Saison 1920/21 für den ersten steirischen Meistertitel; der legendäre Sturm-Geist entstand. Alfred Gerth, der älteste von drei Söhnen, wuchs in der Steyrergasse in Graz auf und verbrachte viel Zeit im Augarten und an der Seite seines Vaters auf dem Sturmplatz. In Graz besuchte er die Volksschule, sowie die Hauptschule und trat im Jahre 1935 als kaufmännischer Lehrling in den Dienst der Grazer Puchwerke ein. Franz Krisper, Verteidiger beim SK Sturm Graz und eine Vereinslegende, war dabei sein erster Lehrherr. Drei Jahre später, am 15. Dezember 1938, kam sein Bruder Fritz, ein späterer Bankkaufmann und Grazer Gemeinderat, der nebenbei auch lange Jahre die Kassenleiter des SK Sturm Graz bei der Arbeit unterstützte, zur Welt. Alfred Gerth stand dabei schon kurz vor Beendigung seines Lehrverhältnisses bei dem Unternehmen, dem er in weiterer Folge knapp 50 Jahre lang die Treue hielt. Die Entwicklung der Puchwerke sind bis heute eng mit dem Namen Gerth verknüpft.
Nach seiner Lehre trat er in seinem Stammwerk als Industrieangestellter ein, musste aber im Jahre 1941 seinen Kriegsdienst im Zweiten Weltkrieg antreten. Hier kam er unter anderem in amerikanische Kriegsgefangenschaft und kehrte nach seiner Entlassung als Angestellter in seinen Betrieb zurück. Bereits vor seinem Kriegsdienst war Alfred Gerth an der Seite von Hans Schabus in der Sturm-Jugend aktiv gewesen und spielte ab Kriegsbeginn fallweise auch in der ersten Kampfmannschaft der Grazer, ehe das Fußballspiel durch die Einrückung in den Kriegsdienst abrupt abgebrochen wurde. Aufgrund seines politischen Interesses stellte er sich zur Wahl zum Vertrauensmann im Angestelltenbetriebsrat und wurde in weiter Folge in ebendiesen gewählt. Im Jahre 1959 folgte die Entsendung zum Zentralbetriebsrat der Steyr Daimler Puch AG. Des Weiteren wurde er zum Mitglied der Prüfungskommission für kaufmännische Lehrlinge bei der Handelskammer in Graz bestellt und wurde im Jahre 1961 zum Angestelltenbetriebsobmann des größten Grazer Industriebetriebes gewählt. Die Merkur Versicherung holte ihn als Vorsitzenden des Prüf- und Kontrollausschusses in ihren Aufsichtsrat und im Jahre 1964 erfolgte Gerths Wahl zum Kammerrat, wobei er als solcher in der AK Steiermark im volkswirtschaftlichen Ausschuss tätig war.
Außerdem war er stellvertretendes Vorstandsmitglied der Steiermärkischen Gebietskrankenkasse und hat als solches maßgeblichen Einfluss am Ausbau der medizinischen Vorsorge der Bevölkerung. Im Jahr 1974 wurde Gerth für sein langjähriges und äußerst verdienstvolles Wirken das Goldene Ehrenzeichen für Verdienste um die Republik Österreich verliehen. Sechs Jahre später erhielt er das Goldene Ehrenzeichen des Landes Steiermark und weitere zehn Jahre später wurde er am 29. November 1990 zum Bürger der Stadt Graz ernannt. Nach seiner Pensionierung war Alfred Gerth mehrere Jahre erster Bezirksvorsteher des 5. Grazer Stadtbezirks Gries. Ihrem Stammverein, dem SK Sturm Graz, blieb die Familie Gerth jahrzehntelang erhalten. Während Vater Franz nach seiner aktiven Fußballlaufbahn jahrelang als Jugendleiter agierte, traten die Söhne Alfred, Herbert (bereits verstorben) und Fritz in ehrenamtlicher Tätigkeit für den Sportklub in Erscheinung. Alfred Gerth war dabei zig Jahre im Anhängerklub des SK Sturm Graz aktiv und während dieser Zeit jahrzehntelanger Vizepräsident des Anhängerklubs. Des Weiteren waren die drei Brüder Cousins des jung verstorbenen Sturm-Präsidenten Hans Gert, der aufgrund eines Schreibfehlers in der Taufurkunde ohne stummen h geschrieben wurde.
Am 12. September 2017 verstarb Alfred Gerth 96-jährig in seiner Geburts- und Heimatstadt Graz und hinterließ seine Frau Maria, seine Tochter Susanne, seinen Bruder Fritz mit Familie und seine Schwägerin Nora, die Witwe Herberts, mit Familie. Die Verabschiedung fand am 21. September 2017 in der Pfarrkirche St. Andrä in seinem Heimatbezirk Gries statt.

## Ehrungen (Auswahl)
- 1974: Goldenes Ehrenzeichen für Verdienste um die Republik Österreich
- 1980: Goldenes Ehrenzeichen des Landes Steiermark
- Goldenes Ehrenzeichens für Verdienste der Stadt Graz
- 29. November 1990: Ernennung zum „Bürger der Stadt Graz“